# 稲荷町 (盛岡市)
稲荷町（いなりちょう）は、岩手県盛岡市の地名。丁番は持たない単独町名である。住居表示実施済み区域。郵便番号は020-0142。

## 地理
岩手県盛岡市南西部に位置する。
域内は住宅地や商店が混在しており、一部田畑もみられる。また、西部から南部にかけて諸葛川が流れる。

## 概要
元は盛岡市下厨川の一部。町名は、文治年間に、厨川工藤氏によって建立されたとされる里館稲荷社から取られた。なお、町内には厨川稲荷神社があるが、その由来は里館稲荷社を遷宮したものか別の稲荷社か定かではなく、創建時期なども不明である。
町内に存在する稲荷町遺跡では、昭和55年から宅地造成や住宅建設に伴い、発掘調査が実施され、古くは縄文時代の落とし穴をはじめ、平安時代の終わり頃と考えられる建物群、江戸時代の曲屋を中心とする屋敷跡などが確認され、継続的な土地利用が行われていたことを窺わせる。また、この地は古代末期に前九年の役で登場する厨川柵擬定地、中世期の厨川城に隣接し、近世においては秋田街道が通り、古くから交通の要衝の地であったと考えられている。
1889年（明治22年）4月1日、町村制施行により南岩手郡厨川村が発足し、その一部となった。1913年（大正2年）6月10日、編入合併により盛岡市の一部となり、1969年（昭和44年）に住居表示が実施され、盛岡市下厨川の一部から、稲荷町が成立した。

## 世帯数と人口
2025年（令和7年）5月31日現在の世帯数と人口は以下の通りである。
| 大字・丁目 | 世帯数  | 人口  |
| ---------- | ------- | ----- |
| 稲荷町     | 298世帯 | 548人 |

## 交通

### 道路
- 岩手県道1号盛岡横手線
- 盛岡市道上田四丁目稲荷町2号線

### 鉄道
田沢湖線の線路が通過するが、域内に鉄道駅は存在しない（前潟駅が最寄り駅となる）。

## 河川
- 諸葛川
- 小諸葛川

## 施設
- 盛岡自動車学校
- 厨川稲荷神社

### 書籍
- 「角川日本地名大辞典」編纂委員会 編『角川日本地名大辞典 3 岩手県』角川書店、1985年。ISBN 4-04-001030-2。
- 平凡社『日本歴史地名大系 03 岩手県の地名』角川書店、1990年7月13日。ISBN 4-58-249003-4。